# Palliduphantes pallidus
Palliduphantes pallidus (O. P.-Cambridge, 1871) è un ragno appartenente alla famiglia Linyphiidae.

## Distribuzione
La specie è stata rinvenuta in diverse località della regione paleartica

## Tassonomia
È la specie tipo del genere Palliduphantes Saaristo & Tanasevitch, 2001.
Non sono stati esaminati esemplari di questa specie dal 2011
Attualmente, a dicembre 2013, non sono note sottospecie